# Tony Rampino
Anthony J. Rampino (c. 1939 Ozone Park, Queens - 20 de diciembre de 2010), también conocido como "Tony Roach", fue un mafioso de la familia criminal Gambino que se dedicó al secuestro de camiones y al tráfico de drogas.

## Biografía
Se ganó el apodo de "Tony Roach" o simplemente "Roach" por su vago parecido físico con el insecto, la cucaracha. El nombre asumió un doble significado no mucho tiempo después cuando Rampino empezó a fumar copiosas cantidades de marihuana. Se dedicó al tráfico de drogas. Se hizo muy amigo de John Gotti, Angelo Ruggiero, Nicholas Corozzo, Leonard DiMaria y Pavle Stanimirovic. La pasión de Anthony era el stickball y ser un ladrón de éxito. Era un hombre de aspecto cadavérico, con unas manos enormes y unos brazos largos que parecían llegarle más allá de las rodillas, y una extraña cara de aspecto gomoso. Le gustaba contorsionar su cara en todo tipo de muecas horribles frente a un espejo, años de práctica le permitían, en un segundo, moldear su rostro en algo parecido a El Fantasma de la Ópera. Creía firmemente que esas caras asustarían a cualquier enemigo.
En la década de los sesenta tuvo problemas de adicción a la heroína, lo que era bien conocido entre sus socios criminales, pero en 1979 había dejado con éxito el hábito de las drogas. Sammy Gravano dijo más tarde: "Todo el mundo sabía que la gente que estaba con John estaba muy metida en las drogas; personalmente, no creo que John lo hiciera nunca. Pero él tenía que saber lo que estaba pasando. Quiero decir, esta Genie (Gene Gotti), su propio hermano, Angelo Ruggiero, que creció con él - los otros chicos con él - John Carneglia, Edward Lino, Tony Roach (Anthony Rampino), que no sólo tenía una reputación de las drogas, pero eran ex-drogadictos." Anthony y Wilfred Johnson sirvieron como los principales cobradores de préstamos de John Gotti para la banda.

## Retención y arresto por drogas
El 28 de junio de 1987, fue detenido por vender heroína por valor de 30.000 dólares a Joel Garrido, un agente de policía encubierto en Ozone Park, Queens. Fue condenado a veinticinco (25) años en una prisión federal por venta criminal de una sustancia controlada en primer grado, lo que conlleva una pena de quince años a cadena perpetua. Su fianza se fijó en 150.000 dólares.

## Muerte
Rampino fue ingresado en el Hospital St. Luke de New Hartford el 4 de diciembre de 2010. El colorido personaje de la mafia había estado sufriendo de dolencias cardíacas y respiratorias, según los archivos judiciales. Murió 16 días después en el mismo hospital.